# Karl Otto Götz

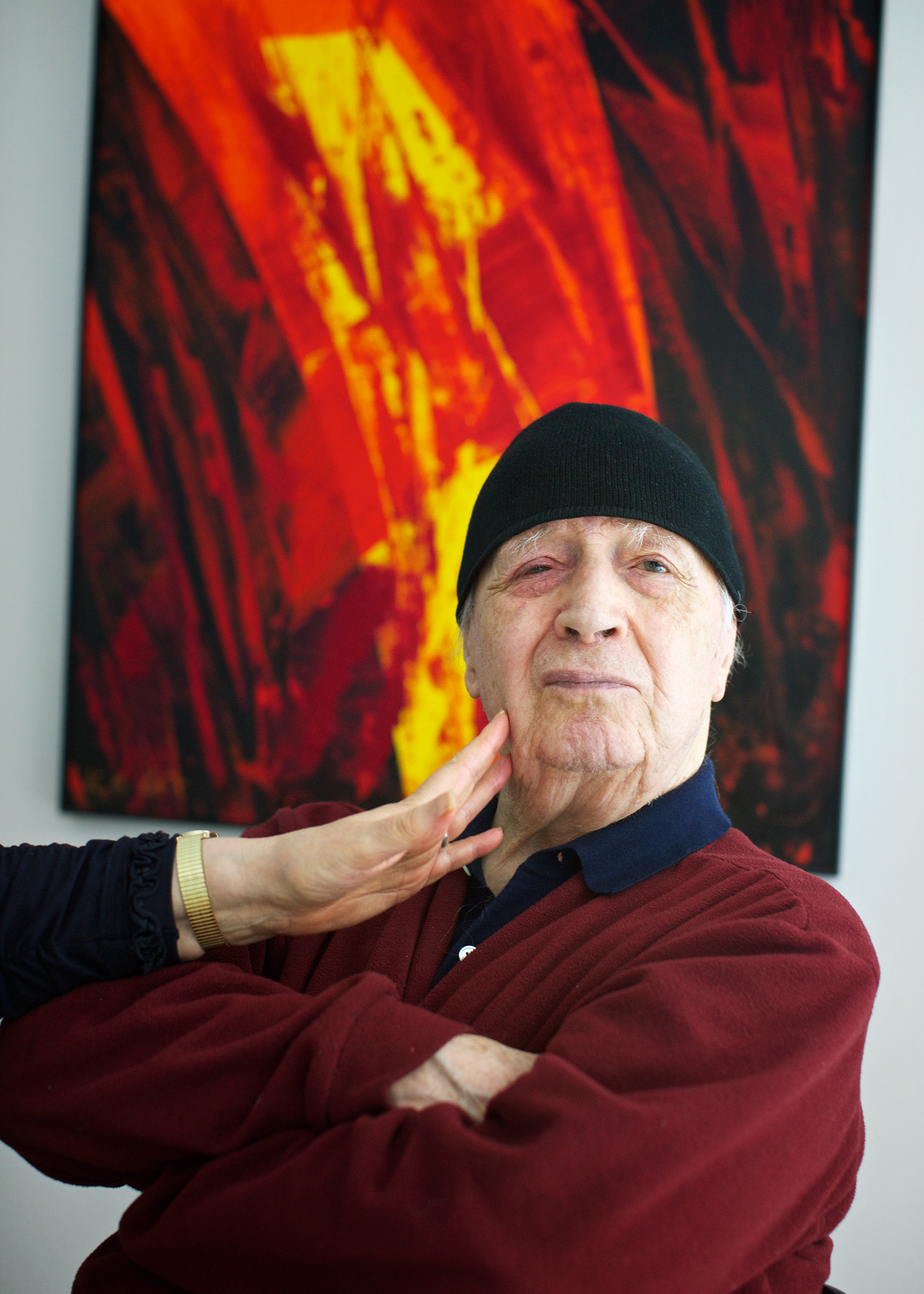
Karl Otto Götz fotografiert von Oliver Mark in Götz’ Haus in Niederbreitbach-Wolfenacker 2013

Karl Otto Götz (* 22. Februar 1914 in Aachen; † 19. August 2017 in Wolfenacker), bekannt unter dem Künstlernamen K. O. Götz, war ein deutscher Maler und Lyriker. Er war ein Hauptvertreter der abstrakten Kunst und des Informel in Deutschland.

## Biographie

### 1914–1945: Aachen, Dresden und Norwegen

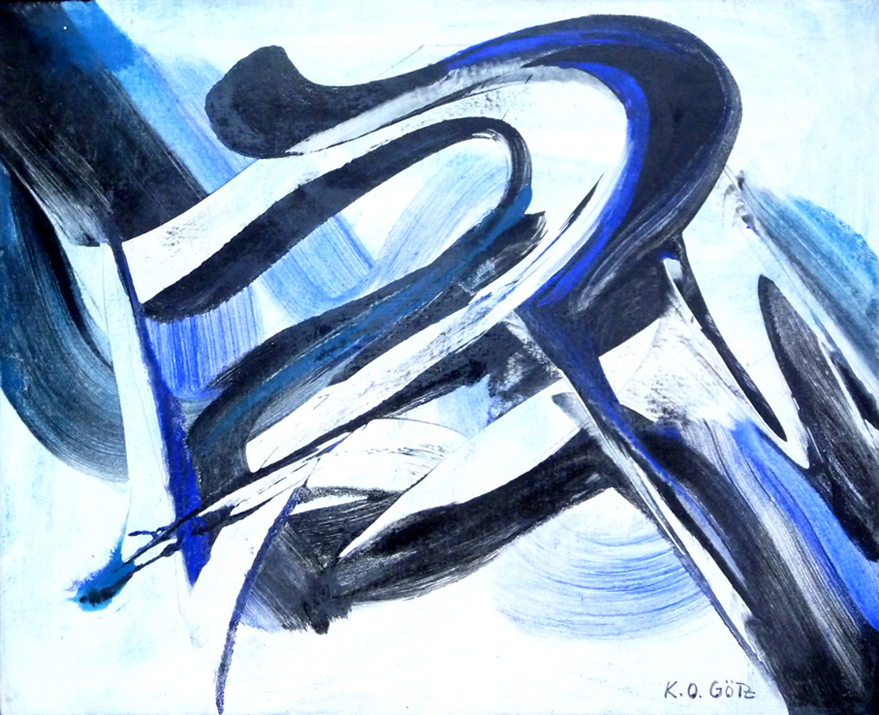
27. Mai 1954

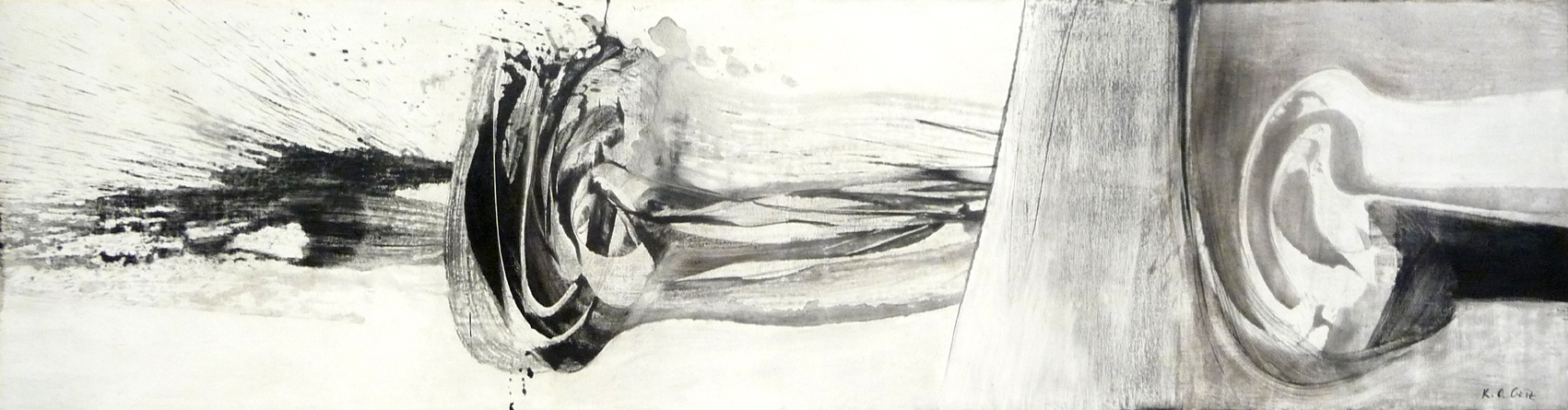
Bagatelle II, 1962

Karl Otto Götz wurde 1914 in Aachen geboren, wo er ab 1932 gegen den Willen des Vaters – er sollte Textilingenieur werden – die Kunstgewerbeschule Aachen besuchte. Dort setzte er sich mit avantgardistischer Malerei auseinander. 1933 entstanden seine ersten abstrakten Arbeiten. Als abstrakter Maler erhielt er von den Nationalsozialisten ab 1935 Mal- und Ausstellungsverbot, malte allerdings heimlich weiter. 1936 entstand ein erster Briefwechsel mit Herbert Read in England, der erst nach 1945 weiter fortgesetzt wurde. Auch im Jahr 1936 absolvierte er seinen Militärdienst bei der Luftwaffe in Gütersloh, Nordhausen im Harz und schließlich ab 1940 in Dresden, wo er auf einer Offiziersschule zum Nachrichtenoffizier ausgebildet wurde. Seine damalige Lebensgefährtin Anneliese Hager, die mit dem Textilchemiker Rudolf Brauckmeyer verheiratet gewesen war, lebte mit ihren Kindern seit 1940 bis zum Ende des Zweiten Weltkriegs in Dresden. Von 1941 bis Kriegsende 1945 war Götz als Nachrichtenoffizier nach Norwegen verpflichtet. Zuvor hatte er in Dresden über den Galeristen Heinrich Kühl die für ihn prägenden Bekanntschaften mit Edmund Kesting, Otto Dix, Wilhelm Lachnit und Will Grohmann gemacht. Bevor er in Norwegen stationiert war, wo er bereits mit einem Oszilloskop experimentierte, studierte Götz noch ein Semester an der Akademie der Bildenden Künste in Dresden.
Während seiner Stationierung in Norwegen blieb Götz weiter in Kontakt mit der modernen Kunstszene in Deutschland. 1939 hatte er Willi Baumeister in Stuttgart besucht und persönlich kennengelernt. Er begann von Norwegen aus einen Briefwechsel mit ihm, in dem er sich über seine neuesten Arbeiten austauschte. Bei dem Bombenangriff auf Dresden vom 13. und 14. Februar 1945 wurde seine Dresdner Wohnung völlig zerstört, wodurch ein Großteil seines Frühwerks vernichtet wurde. Im selben Jahr, nach Beendigung des Krieges, heiratete er Anneliese Hager, mit der er bereits eine Tochter hatte und 1946 einen Sohn bekam.

### 1945–1959: Königsförde, Paris und Frankfurt

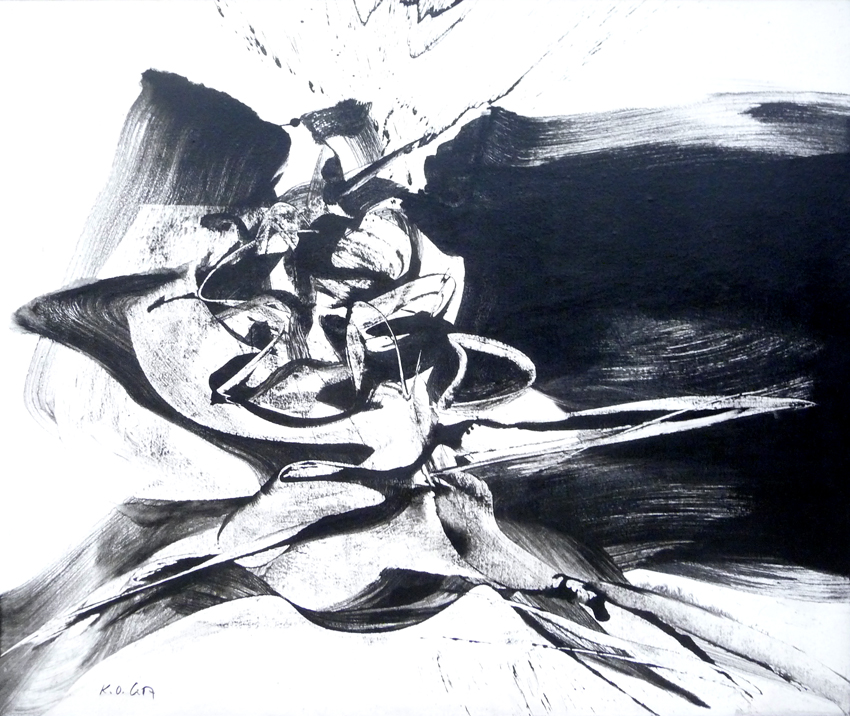
K. O. Götz: Riemu, 1968

Nach dem Krieg lebte Götz mit seiner Familie bis 1950 in Königsförde bei Hameln. In dieser Zeit lernte er unter anderem den Bauhäusler/Fotografen Umbo und die Maler Emil Schumacher, Heinz Trökes und Hann Trier kennen. Bereits zwei Jahre nach Kriegsende fand im Juni 1947 in Mannheim in der Galerie Egon Günther eine Einzelausstellung mit Malerei und Grafik von Karl Otto Götz statt, und im selben Jahr hatte Major Gear, ein mit Götz befreundeter englischer Besatzungs- und Kulturschutzoffizier, über seine Freundin in Paris ermöglicht, dass bereits 1947 abstrakte Arbeiten von Götz in einer Pariser Galerie zu sehen waren. Seine nach dem Krieg, ab 1949/1950 persönlichen Kontakte nach Frankreich ließen ihn schnell zu einem der wichtigsten Mittler zwischen der deutschen und der französischen Kunstszene werden, denn Paris war zu dieser Zeit das wichtigste Zentrum für moderne und abstrakte Malerei. Dort hatten 1948 einige belgische, niederländische und dänische Künstler, darunter Asger Jorn, Constant, Karel Appel und Corneille, die Künstlergruppe CoBrA gegründet. Die Gruppe war durch die Pariser Ausstellung auf Götz aufmerksam geworden, so dass er 1949 CoBrA-Mitglied wurde und an der ersten Cobra-Ausstellung (Éxposition Internationale d’Art Experimental) in Amsterdam teilnehmen konnte und bis zur Auflösung der Gruppe 1951 einziges deutsches CoBrA-Mitglied war. Um zeitgenössischer Kunst und Literatur ein Forum zu bieten, gab er ab 1948 für fünf Jahre die kleine Zeitschrift META (von „Metamorphose“) heraus, in der er moderne Kunst und moderne Lyrik, unter anderem von Paul Celan, abdruckte.
1949 lernte er in Hannover den abstrakten Maler Carl Buchheister kennen, mit dem ihn bis zu Buchheisters Tod eine enge Freundschaft verband. Ab 1950 zog Götz von Königsförde nach Frankfurt am Main, hielt sich aber regelmäßig bis Ende der 1960er Jahre in Paris auf. Frankfurt wurde durch die gemeinsame Arbeit von Götz mit Bernard Schultze, Otto Greis und Heinz Kreutz zu einem der ersten und wichtigsten Zentren der informellen Nachkriegsmalerei. In einer Pariser Ausstellung lernte Götz 1951 erstmals Arbeiten von Künstlern wie Jackson Pollock, Willem de Kooning, Jean-Paul Riopelle, Wols und Hans Hartung kennen.
Das Jahr 1952 wurde zum Wendepunkt in Götz’ malerischer Konzeption; durch Zufall entdeckte Götz beim Anrühren von Kleister und Farbe für seinen Sohn Alexander eine Maltechnik, die er fortan für seine informelle künstlerische Konzeption benutzen konnte: Er trug mit unterschiedlich großen Pinseln auf die mit Kleister versehenen Leinwände Farbe auf, um sie dann blitzschnell durch eine Gummirakel wieder wegschleudern oder -rakeln zu können. Damit gebrauchte Götz als erster für die Malerei verschieden große Rakel und wurde zu einem der international bedeutendsten informellen Maler. Im gleichen Jahr stellte er mit Schultze, Greis und Kreutz in der Frankfurter Zimmergalerie Franck unter dem Titel Neuexpressionisten aus; durch diese Ausstellung schlossen sich die vier Maler zur nachmals legendären Quadriga zusammen, die heute als Keimzelle des deutschen Informel gilt. In dieser Ausstellung zeigte Götz auch seine letzten Ölbilder, denn er malte von nun an nur noch mit einer Mischtechnik von Farbe auf Kleister.
1953 trat Götz mit Hans Arp in Kontakt und veröffentlichte im selben Jahr den Gedichtband Behaarte Herzen, Könige vor der Sintflut, der bis dahin alte unveröffentlichte und neue Gedichte von Arp umfasste. Mit seinen neuen Arbeiten hatte Götz wachsenden Erfolg und nun auch viele Ausstellungen in Deutschland und Frankreich, aber auch in Italien, Japan und den USA. Zu dieser Zeit machte er die Bekanntschaft mit allen wichtigen deutschen Informellen, so etwa Gerhard Hoehme, K. R. H. Sonderborg oder Fred Thieler, mit denen er in verschiedenen Ausstellungen auch gemeinsam ausstellte. 1955 nahm er an der Ausstellung ZEN 49 in München im Lenbachhaus teil. Als Mitglied des Deutschen Künstlerbundes beteiligte er sich 1957 an dessen 7. Jahresausstellung in Berlin. Er war auch in den beiden Ausstellungen desselben Jahres Couleur vivante – Lebendige Farbe, die Clemens Weiler im Museum Wiesbaden und Eine neue Richtung in der Malerei, die Heinz Fuchs in der Kunsthalle Mannheim organisiert hatten und die erstmals das deutsche Informel in seiner ganzen Bandbreite zeigten, vertreten. Seine gestiegene Reputation drückte sich auch in der Teilnahme an den großen Übersichtsausstellungen über moderne Malerei aus; so nahm er 1958 und 1968 an der Biennale in Venedig und 1959 an der documenta II in Kassel teil.

### 1959–1975: Düsseldorf

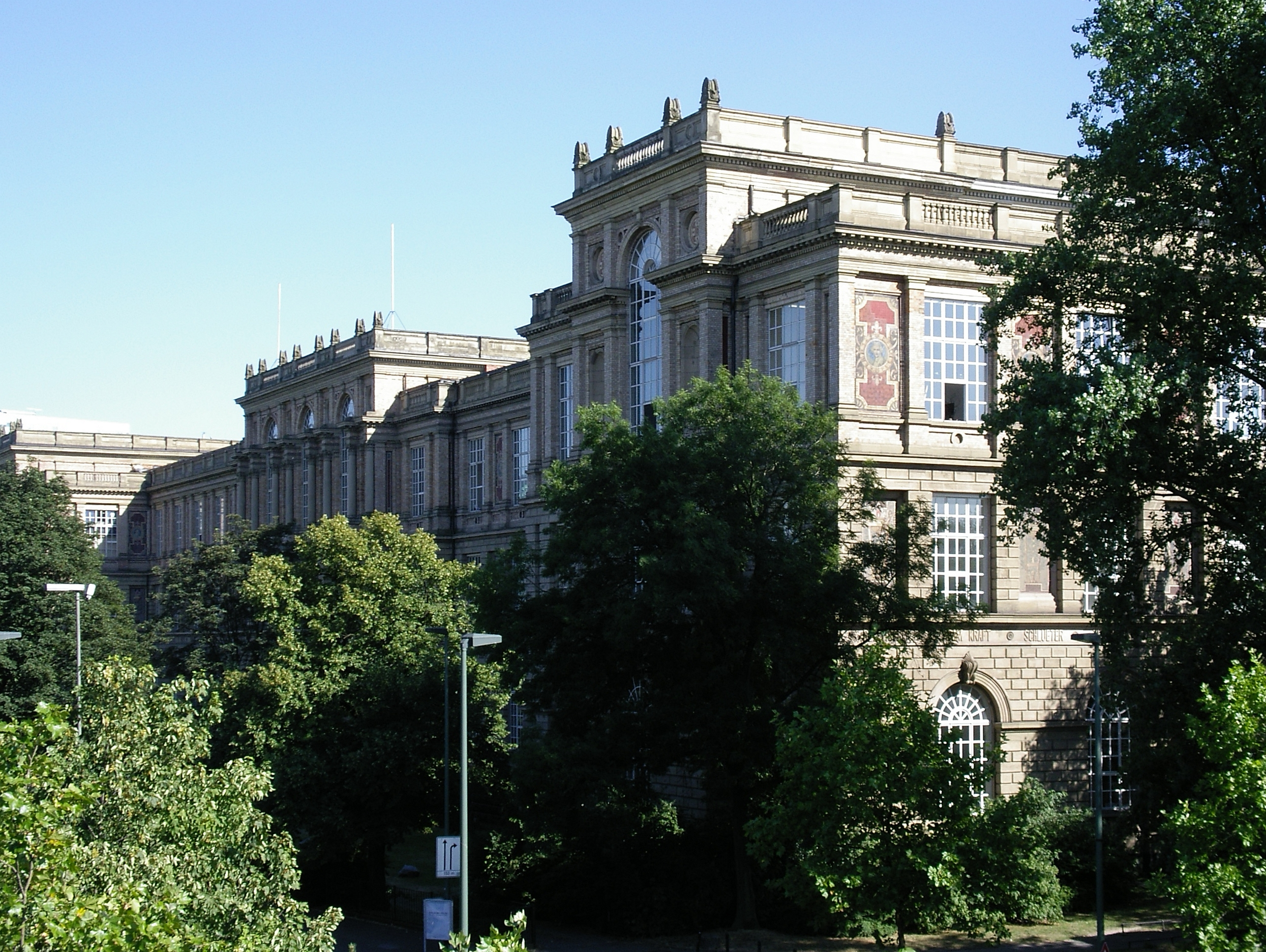
Die Kunstakademie in Düsseldorf, an der Karl Otto Götz von 1959 bis 1979 als Professor lehrte

1959 zog Götz nach Düsseldorf, da er zum Professor an der Düsseldorfer Kunstakademie ernannt wurde; er lehrte dort zwanzig Jahre bis zu seiner Emeritierung im Jahr 1979 Freie Malerei. Er gilt heute als der bedeutendste und erfolgreichste deutsche Kunstprofessor nach dem Zweiten Weltkrieg. Ein Großteil der ersten Generation der prägenden deutschen Nachkriegskünstler waren Schüler von Götz, so etwa Kuno Gonschior, Gotthard Graubner, Sigmar Polke, Gerhard Richter, Rissa, HA Schult und Franz Erhard Walther. Diesen folgten noch drei weitere Künstler einer späteren Generation: Horst Gläsker, Friedemann Hahn und Paul Schwietzke, wobei alle Künstler im Laufe der Zeit erfolgreich sehr unterschiedliche künstlerische Positionen vertraten. Seine ehemalige Schülerin Rissa heiratete er 1965.
Götz bemühte sich 1961 zusammen mit anderen progressiven Professoren der Akademie erfolgreich um eine Professur für den damals noch relativ unbekannten Joseph Beuys in Düsseldorf. Beuys besuchte Götz öfters in dessen Atelier in der Kunstakademie, wobei er mehrere Zeichnungen Götz widmete. Erst in späterer Zeit, während der Besetzung der Düsseldorfer Kunstakademie im Jahr 1972 durch Beuys und seine Studenten, die zur fristlosen Entlassung von Beuys durch das Kultusministerium führte, distanzierte sich Götz zusehends von Beuys und dessen polarisierenden Aktionen.
Götz interessierte sich in den frühen 1960er Jahren für die Informationstheorie, visuelle Wahrnehmungs- und Persönlichkeitspsychologie und ganz besonders für experimentelle Kunst wie etwa die Happenings der Fluxus-Künstler, so dass er sich mit John Cage und Nam June Paik anfreundete. Letzterer wurde nach eigenen Aussagen von Götz durch dessen experimentellen abstrakten Raster-Film (Film Density 10:3:2:2) dazu angeregt, sich auf künstlerische Art und Weise mit dem Medium Fernsehen auseinanderzusetzen. Gemeinsam mit seiner Frau Rissa erforschte er in den Folgejahren intensiv Aspekte der visuellen Wahrnehmung in Bezug auf die Persönlichkeitspsychologie. Er setzte sich wie kein zweiter Maler in der Welt mit der psychologischen Wirkung von Farben und Formen auf die Betrachter von zweidimensionalen Bildvorlagen auseinander. Die Ergebnisse dieser Arbeit, die auch zu einem bis heute verwendeten visuellen Test (Visual-Aesthetic-Sensitivity-Test, kurz VAST) führten, veröffentlichten Götz und Rissa 1972 in ihrem wegweisenden Buch Probleme der Bildästhetik – eine Einführung in die Grundlagen des anschaulichen Denkens. Vor dieser Veröffentlichung traten sie in Kontakt und Austausch mit dem Philosophen Karl Popper und den angelsächsischen Psychologen Daniel E. Berlyne und Hans Jürgen Eysenck.

### Seit 1975: Niederbreitbach-Wolfenacker
Gemeinsam mit Rissa zog Götz 1975 nach Niederbreitbach-Wolfenacker in den Westerwald, wo Götz 2017 in ihrem Atelierhaus auch starb. Das Saarlandmuseum in Saarbrücken organisierte 1982 eine Ausstellung über das Informel, zu der auch ein Symposium stattfand. An diesem Symposium nahm neben Schultze, Thieler, Sonderborg und Hoehme auch Götz teil. Im selben Jahr veröffentlichte er zwei Bände Erinnerungen und Werk, mit denen er seine ausführliche Autobiographie herausgab. Am 3. Oktober 1990, dem Tag der deutschen Wiedervereinigung, war Götz, wie er selber in seinen Erinnerungen schreibt, durch die Fernsehübertragung aus Berlin emotional derartig aufgeladen, dass er spontan das großformatige Gemälde Jonction – 3. Oktober 1990 malte. Die dritte Version dieses Bildes aus dem Jahr 1991 wurde im November 2009 aus Anlass des 20. Jahrestags des Mauerfalls während eines Festaktes im Paul-Löbe-Haus durch Bundestagspräsident Norbert Lammert gewürdigt und später im Deutschen Bundestag in Berlin aufgehängt.
Zu seinem 80. Geburtstag 1994 ehrten ihn das Albertinum in Dresden und die Städtischen Kunstsammlungen Chemnitz mit je einer Einzelausstellung.
1997 gründete Götz gemeinsam mit seiner Frau Rissa die K.O.Götz und Rissa-Stiftung, die das künstlerische Erbe des Malerehepaares betreuen und bewahren und zudem junge Künstler fördern soll. 2004 fanden zu seinem 90. Geburtstag zwei Einzelausstellungen im Suermondt-Ludwig-Museum in Aachen und im Saarlandmuseum in Saarbrücken statt. Außerdem gab es im Museum Küppersmühle in Duisburg eine „Hommage an K.O. Götz“-Ausstellung, die zusammen mit ihm eine Reihe seiner besten Studierenden in seiner Klasse zeigte. Im Jahr 2007 wurde der Zweitsitz des Bundespräsidenten, die Villa Hammerschmidt in Bonn, neben Fotografien von August Sander und Hugo Erfurth mit Bildern des Malers Bernard Schultze und einer Reihe großformatiger Arbeiten von Götz im Inneren neu gestaltet. Im Rahmen der feierlichen Eröffnung dieser Neupräsentation wurde Götz im selben Jahr das Bundesverdienstkreuz I. Klasse für seine Bedeutung für die moderne Malerei in Deutschland nach dem Zweiten Weltkrieg vom damaligen Bundespräsidenten Horst Köhler überreicht. Die Staatliche Porzellanmanufaktur Meißen feierte 2010 ihr 300-jähriges Jubiläum; aus diesem Anlass wurde Götz beauftragt, eine Reihe von Porzellanplatten für das Porzellanmuseum in Meißen zu fertigen, die er in den Jahren 2009–2010 ausführte. Da er während seiner Zeit als Professor in Düsseldorf wesentlichen Anteil an der Neugründung der Kunstakademie Münster hatte, wurde ihm von dieser im Jahre 2010 die Ehrendoktorwürde verliehen. Trotz eines schweren Augenleidens, das ihn ab 2004 nahezu erblinden ließ, malte Götz bis in die frühen 2010er Jahre. Götz starb im August 2017 im Alter von 103 Jahren.

## Werk

### Das Frühwerk bis 1952
Götz’ erste Werke aus den frühen 1930er-Jahren waren vom Expressionismus und dem Surrealismus geprägt, wobei besonders die Arbeiten von Max Ernst, Juan Gris, Wassily Kandinsky, Paul Klee und für kurze Zeit Willi Baumeister Einfluss auf ihn ausübten. Es entstanden vor allem kleinformatige Holzschnitte und so genannte Spritzbilder, die zwar teilweise noch figürliche Elemente aufweisen, ihrer Struktur nach jedoch bereits informelle Strukturen vorwegnehmen. Da seine Dresdner Wohnung 1945 ausgebombt wurde, sind viele Werke des Frühwerks verloren gegangen.
Bereits während des Kriegs hatte Götz an seiner Fakturenfibel gearbeitet, die amorphe Formprinzipien zusammenfasste und aus der er Teile immer wieder in seine Malerei mit einbezog.
1948 nahm er in Dresden an der Ausstellung Der Ruf! Dresdner Maler, auswärtige Gäste! teil. Bis in die frühen 1950er-Jahre versuchte sich Götz in verschiedenen künstlerischen Medien, so fertigte er Luftpumpenbilder, Fotogramme, Holzschnitte, aber auch konstruktiv-abstrakte Ölbilder an. In den 1950er-Jahren lösen sich die Formen und Figuren zusehends auf; 1952 entstanden die letzten Ölbilder und die ersten rein informellen Mischtechnik-Bilder. Die letzten abstrakt-informellen „Ölbilder“ hängen heute im Saarlandmuseum Saarbrücken.

### Götz als Hauptvertreter des Informel

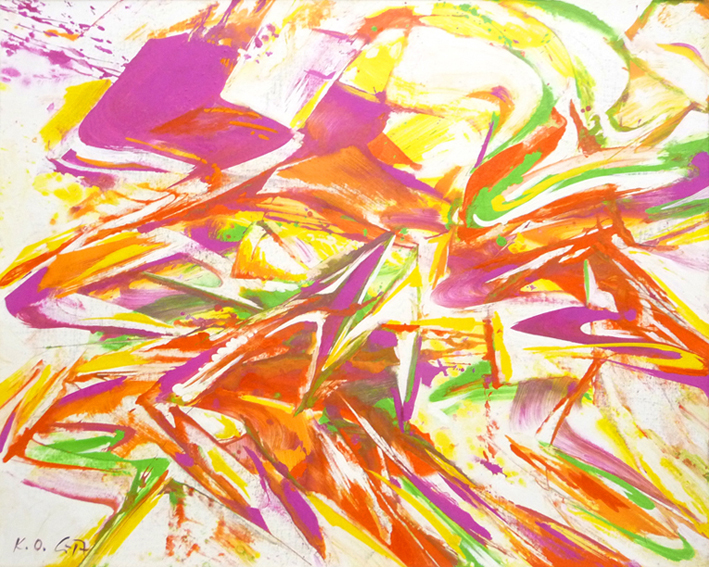
Giverny-Ex, 1993

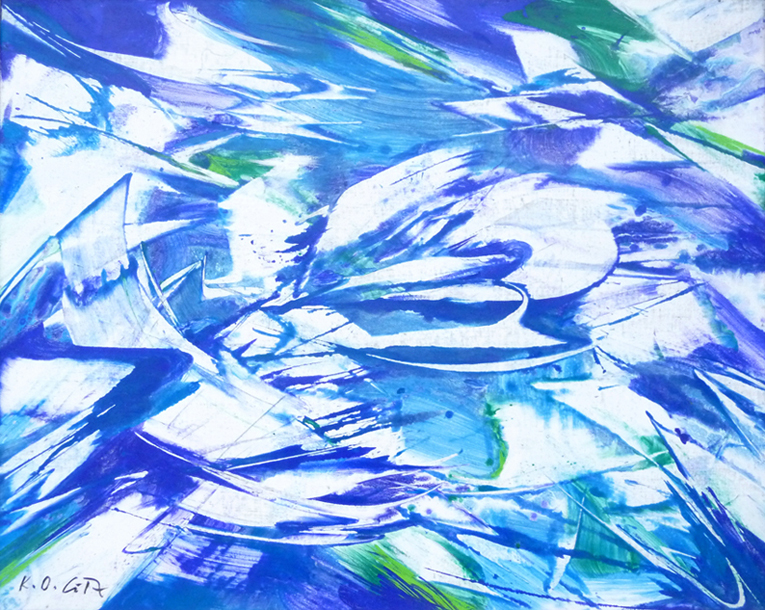
Giverny-Ex IV, 1993

Beim Anrühren von Tapetenkleister für seinen Sohn Axel entdeckte Götz durch Zufall den Nutzen von Kleister und Farbe für seine informelle künstlerische Konzeption, die sich mit Pinsel und Rakel durch den Kleister unter der Wasserfarbe viel schneller herstellen lässt, als das die zähe Ölfarbe ermöglicht. Somit war diese Kombination von Farbe auf der mit Kleister versehenen Leinwand ideal für sein Ziel, die Farbe gestisch, in hoher Geschwindigkeit auf die Leinwand aufzutragen, um durch schnelle Verrakelung informelle Strukturen erzeugen zu können, die ohne den schnellen Malvorgang niemals das Licht der Welt erblickt hätten. Seit dieser Entdeckung entstanden seine berühmten, unverkennbaren Gemälde und Gouachen mit gerakelter Farbe, die ihn zu einem der international wichtigsten Vertreter des Informel und des Action Painting werden ließen. Es entstanden Werke mit der von Pollock begründeten All-over-Structure, aber auch Arbeiten, in denen die informellen Formelemente, zentriert oder diagonal, „energiegeladene“ Zentren bilden. Letzteres entwickelte Götz in den späten 1950er- und den 1960er-Jahren weiter zu den so genannten Schematas, die sehr variabel angelegt, nun für eine lange Zeit (bis 1999) die informellen positiv-negativ-Muster auf seinen Leinwänden darstellen.
Ab 1960 arbeitete Götz an einem Rasterfilm, der einer der ersten experimentellen abstrakten Filme werden sollte und großen Einfluss auf spätere Künstler der Neuen Medien haben sollte, so etwa Paik. Götz hatte sich bereits vor dem Krieg für abstrakte Filme interessiert, doch erst jetzt arbeitete er kontinuierlich an diesem Vorhaben. Gemeinsam mit seiner späteren Frau Rissa, die damals noch seine Schülerin an der Düsseldorfer Kunstakademie war, malte Götz Rasterbilder, die er später zum 1961 erschienenen Film Density 10: 3: 2: 1 zusammenfügte. Dieser Film sollte die allmähliche, informelle Bewegung von Bildteilen demonstrieren. Nach diesem Film beschäftigte sich Götz jedoch nicht mehr mit solchen Projekten.
Während Götz in den 1950er-Jahren seinen Bildern oft gar keinen Titel gab beziehungsweise nur den Tag der Entstehung des Bildes als Titel angab, bekamen die Bilder später meist ungewöhnliche Titel, die an Fantasienamen denken lassen, in Wirklichkeit vielfach normale norwegische Namen sind, so etwa das großformatige Bild Födsel (heute Rheinisches Landesmuseum Bonn) von 1964, das ins Deutsche übersetzt Geburt bedeutet. Da Götz während des Zweiten Weltkriegs von 1941 bis 1945 als Soldat in Norwegen stationiert war, lernte er Land und Leute kennen und lieben und gewann dort, obwohl er ein Feind des Landes war, einige Freunde. Diese halfen ihm dann auch nach Ende des Krieges, 1958 in Norwegen ein kleines Haus zu erwerben, das er ab dieser Zeit bis 1999 jedes Jahr aufsuchte. Da er fließend norwegisch sprach und ihm der Klang der Worte gefiel, kam es zu diesen norwegischen Titelgebungen. Später gibt es aber auch noch Titel, die aus Kunstworten bestehen (z. B. Riemu, Lenda oder Dolbee).
1958 entstand auch sein erstes Triptychon: Das linke Bild mit dem Titel Jupiter, der Mittelteil U.D.Z. (Abkürzung für Unter diesem Zeichen) und das rechte mit dem Titel Matador. Im Mittelteil des Triptychons ist eine informell gemalte schwarz-rote Kreuzform dargestellt, die an das christliche Kreuzsymbol erinnert. Die beiden Seitenbilder zeigen links zentrierte schwarze Pinselzüge auf hellem Grund und rechts besteht es aus den Farben Rot, Blau und einem Mischton aus beiden Farbtönen, bräunlich auf hellem Grund. Die Titel dieser Seitenteile verweisen auf die Namen von US-Atomraketen, die damals in der Bundesrepublik stationiert worden waren. Damit war Götz’ erstes Gemälde entstanden, das zu einem aktuellen oder historischen Ereignis Bezug nimmt. Später folgte dann ab 2004 in seinem Spätwerk noch eine ganze Serie von Gemälden zum Zeitgeschehen. Sven Beckstette hat 2002 in einem Essay in präzisen Worten das Triptychon und dessen Wirkung beschrieben.
In den 1970er-Jahren entstanden einige Arbeiten, die ohne Rakel und nur mit dem Pinsel gemalt wurden und dadurch eine völlig andere Struktur erhielten. Zu gleicher Zeit entstanden weitere Bilder, deren Titel direkt auf ein aktuelles Ereignis des Zeitgeschehens verweisen, ohne jedoch motivisch das Thema direkt aufzunehmen, so etwa Moga I von 1977, das auf den RAF-Terror in Mogadischu anspielt. In den 1980er-Jahren entstand über mehrere Jahre die berühmte Serie Giverny, bei der Götz erstmals die Farbe Schwarz wegließ. Die so entstandenen starkfarbigen Gemälde erinnerten ihn in ihrer Farbkraft optisch an Claude Monets Garten in Giverny, so dass er, obwohl er nie die Gärten besucht hat, der Farbkraft der Blumengärten in seiner Vorstellung mit seinen Giverny-Gemälden ein Denkmal gesetzt hat.
Anlässlich der Deutschen Wiedervereinigung entstanden 1990/1991 drei informelle Historiengemälde mit den Titeln Jonction I–III (übersetzt: Wiederanknüpfung).

### Das Spätwerk: Experimente mit Ton, Stahl, Holz und Luminografien

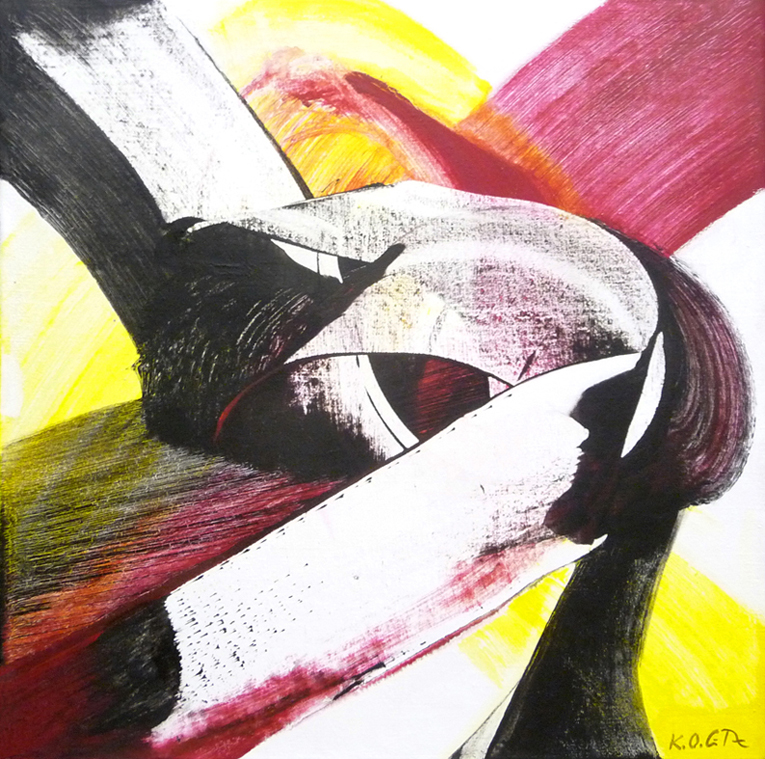
Lezuk III, 2012

Ab 1999 schuf Götz, vermittelt durch den Kunsthändler Edgar Quadt, in der Keramik-Werkstatt von Niels Dietrich in Köln ein keramisches Werk von beeindruckender Qualität, das in den Folgejahren in verschiedenen Ausstellungen große Beachtung fand.
Ab 2000 – hier kann man vom Beginn des Spätwerkes von Götz sprechen – entwickelte Götz, vermittelt durch Joachim Lissmann, den Geschäftsführer der K.O. Götz- und Rissa-Stiftung, in Zusammenarbeit mit der Kunstschmiede Hermann Josef Colle GmbH im Saarland eine Serie von 40 Stahlreliefs. Das größte Relief dieser Serie mit dem Titel Marianne befindet sich heute als Geschenk des Künstlers an einer Außenwand des Saarlandmuseums in Saarbrücken. Ab 2003 entstanden Arbeiten, die Götz als Holzvögel bezeichnet hat. Alle diese Arbeiten sind zweiteilig und bestehen aus großen, informell bemalten und unterschiedlich geformten, weißgrundierten Holzformen, die von einem Tischler nach Vorzeichnungen von Götz hergestellt wurden. Zu jeder dieser Formen gehört noch eine kleine, informell bemalte Leinwand, die jeweils durch einen Stahlbügel mit der Holzform verbunden ist.
Ebenfalls 2003 schuf Götz in Zusammenarbeit mit Adam C. Oellers, der als Kunsthistoriker am Aachener Suermondt-Ludwig-Museum eine Retrospektive zum 90. Geburtstag kuratierte, eine Serie von informellen Lichtmalereien, so genannten Luminografien. Für diese Arbeiten nutzte Götz statt eines Pinsels eine Taschenlampe und bewegte diese wie für eine Zeichnung zu informellen Figuren, die von einer Fotokamera mit besonders langer Belichtungszeit als Licht-Lithografien eingefangen wurden.
Zum 60. Gedenktag der Bombenangriffe auf Dresden im Jahr 2005 entstanden wieder zwei informelle Historiengemälde mit den Titeln Dresden I und Dresden II. Im selben Jahr schuf er zwei Gemälde, die auf die Tsunami-Flutkatastrophe im Pazifik im Dezember 2004 Bezug nehmen, und im Jahr 2008 zwei monumentale Gemälde mit den Titeln Menetekel I und Menetekel II, die durch Titelgebung und jeweils zwei die Türme des World Trade Centers assoziierende schwarze Balken auf die Terroranschläge vom 11. September 2001 in New York Bezug nehmen. Mit diesen Werken setzte Götz seine lose Serie von Werken fort, die sich trotz informell-abstrakter Malweise mit historischen Ereignissen bzw. Ereignissen des Zeitgeschehens beschäftigen.

## Schüler (Auswahl)
Karl Otto Götz unterrichtete während seiner zwanzigjährigen Tätigkeit an der Kunstakademie Düsseldorf zwischen 1959 und 1979 als einfache Studenten oder Meisterschüler viele heute bedeutende Künstler, die sich durch unterschiedliche künstlerische Konzeptionen einen Namen machten.
- Bernhard Blume
- Jörg Eberhard
- Wilfried Eßer
- Konrad Fischer
- Günter Frecksmeier
- Horst Gläsker
- Kuno Gonschior
- Gotthard Graubner
- Barbara Greul Aschanta
- Gretel Haas-Gerber
- Friedemann Hahn
- Robert Hartmann
- Karin Kahlhofer
- Christof Kohlhöfer
- Manfred Kuttner
- Sigmar Polke
- Gerhard Richter
- Rissa
- HA Schult
- Paul Schwietzke
- Franz Erhard Walther
- Andi Knappe

## Auszeichnungen
- 1948: Kunstpreis junger westen der Stadt Recklinghausen
- 1956: Westfälischer Kritikerpreis
- 1962: Marzotto Preis, Preis für Europäische Malerei
- 1989: Verdienstorden des Landes Nordrhein-Westfalen
- 1996: Staatspreis des Landes Rheinland-Pfalz
- 1997: Ehrenmitglied der Kunstakademie Münster
- 2000: Goldener Ehrenring der Stadt Aachen
- 2002: Binding-Kulturpreis (zusammen mit Heinz Kreutz, Otto Greis und Bernard Schultze)
- 2004: Ehrenmitglied der Kunstakademie Düsseldorf
- 2007: Bundesverdienstkreuz I. Klasse
- 2009: Verdienstorden des Landes Rheinland-Pfalz[6]
- 2010: Ehrendoktorwürde der Kunstakademie Münster[7]
- 2018: Gedenktafel an seinem Geburtshaus im Aachener Stadtteil Burtscheid

## Ausstellungen
- 2004: K. O. Götz. Ein Rückblick. Aktuelle Arbeiten. Suermondt-Ludwig-Museum, Aachen, und Ludwig Forum für Internationale Kunst, Aachen (Doppelausstellung, mit Katalog)
- 2009: K. O. Götz und Rissa. Gemälde - Arbeiten auf Papier. Roentgen-Museum Neuwied und Städtische Galerie Mennonitenkirche Neuwied (Doppelausstellung mit Katalog)
- 2014: K. O. Götz – Impuls und Intention. Saarlandmuseum, Saarbrücken (mit Katalog)
- 2013: K. O. Götz. Neue Nationalgalerie, Berlin. (mit Katalog)
- 2014: K. O. Götz: Retrospektive zum 100. Geburtstag. MKM Museum Küppersmühle für Moderne Kunst, Duisburg (mit Katalog)[8]
- 2014: K. O. Götz. Zum 100. Geburtstag. Kunstsammlungen Chemnitz.[9] (mit Katalog)
- 2014: K. O. Götz – Retrospektive zum 100. – Werke aus der Sammlung Hennemann -, Siebengebirgsmuseum, Königswinter
- 2014: Hommage à K. O. Götz. Museum Kunstpalast, Düsseldorf[10]
- 2014: Karl Otto Götz – Gemälde und Nebenwege: eine Ausstellung zum 100. Geburtstag. Suermondt-Ludwig-Museum, Aachen, 2. Februar bis 4. Mai 2014 (mit Katalog)[11]

## Schriften
- als Herausgeber: Meta. Monatszeitschrift für zeitgenössische experimentelle Kunst und Poesie. 3. Januar 1951, OCLC 459453030.
- mit Rissa: Probleme der Bildästhetik – Eine Einführung in die Grundlagen des anschaulichen Denkens. Concept, Düsseldorf 1972, OCLC 1850933.
- K. O. Götz – Erinnerungen und Werk (Band Ia und Ib), Düsseldorf 1983, ISBN 3-921224-11-X.
- K. O. Götz – Erinnerungen (Band I bis IV), Aachen 1999, ISBN 3-89086-807-X.
- K. O. Götz und Rissa – Gemälde und Arbeiten auf Papier. Ausstellungskatalog Roentgen-Museum Neuwied und Städtische Galerie Mennonitenkirche Neuwied

### Gedichtbände
- Lippensprünge. Gedichte von 1945 bis 1985. Edition Rothe, Heidelberg 1985, ISBN 3-920651-07-3.
- Zungensprünge. Gedichte von 1945 bis 1991. Rimbaud, Aachen 1992, ISBN 3-89086-879-7.
- Sternsprünge. Gedichte. Rimbaud, Aachen 1992, ISBN 3-89086-879-7.
- Im Nebel zweier Äxte. Gedichte. Rimbaud, Aachen 1994, ISBN 3-89086-878-9.
- Blutwinde. Gedichte von 1998 bis 1999. AWD, Alsdorf 2001, ISBN 3-937062-02-5.
- ELY. 71 Kurzgeschichten. AWD, Alsdorf 2003, ISBN 978-3-937062-00-6.
- Asphaltgewitter. Gedichte 2003. AWD, Alsdorf 2003, ISBN 978-3-937062-03-7.
- Lichtrudel. Gedichte 2004. AWD, Alsdorf 2004, OCLC 888786411.
- Freiheitstropfen. Gedichte. AWD, Alsdorf 2005, ISBN 978-3-937062-08-2.
- Trillermesse. Gedichte 2000 bis 2013. AWD, Alsdorf 2013, ISBN 978-3-937062-48-8.
- Tanz mit der Unendlichkeit von und für Markus Lüpertz. Mit Margot Magdanz, Klaus Hurtz, Drutmar Cremer OSB, Georg Hornemann, Rosemarie Trockel, Raimund Stecker, Thomas A. Lange, Coordt von Mannstein, Gerhard Schröder, Rissa, Bert Gerresheim, B. Kühlen. Mönchengladbach 2016, ISBN 978-3-87448-469-5.